# Biston betularia
La falena punteggiata (Biston betularia Linnaeus, 1758) è un lepidottero appartenente alla famiglia Geometridae, diffuso in Eurasia e America Settentrionale.
La falena è nota per essere un caso emblematico e una prova lampante della teoria dell'evoluzione: la popolazione, composta quasi esclusivamente di individui chiari, divenne composta quasi esclusivamente da individui scuri a partire dal XIX secolo in seguito agli effetti antropici della rivoluzione industriale, ovverosia all'inquinamento con fumi e polveri che mutò cromaticamente l'habitat delle falene annerendo gli alberi su cui esse si posavano; il primo esemplare scuro, detto in forma carbonaria, è stato catturato nei pressi di Manchester nel 1845.

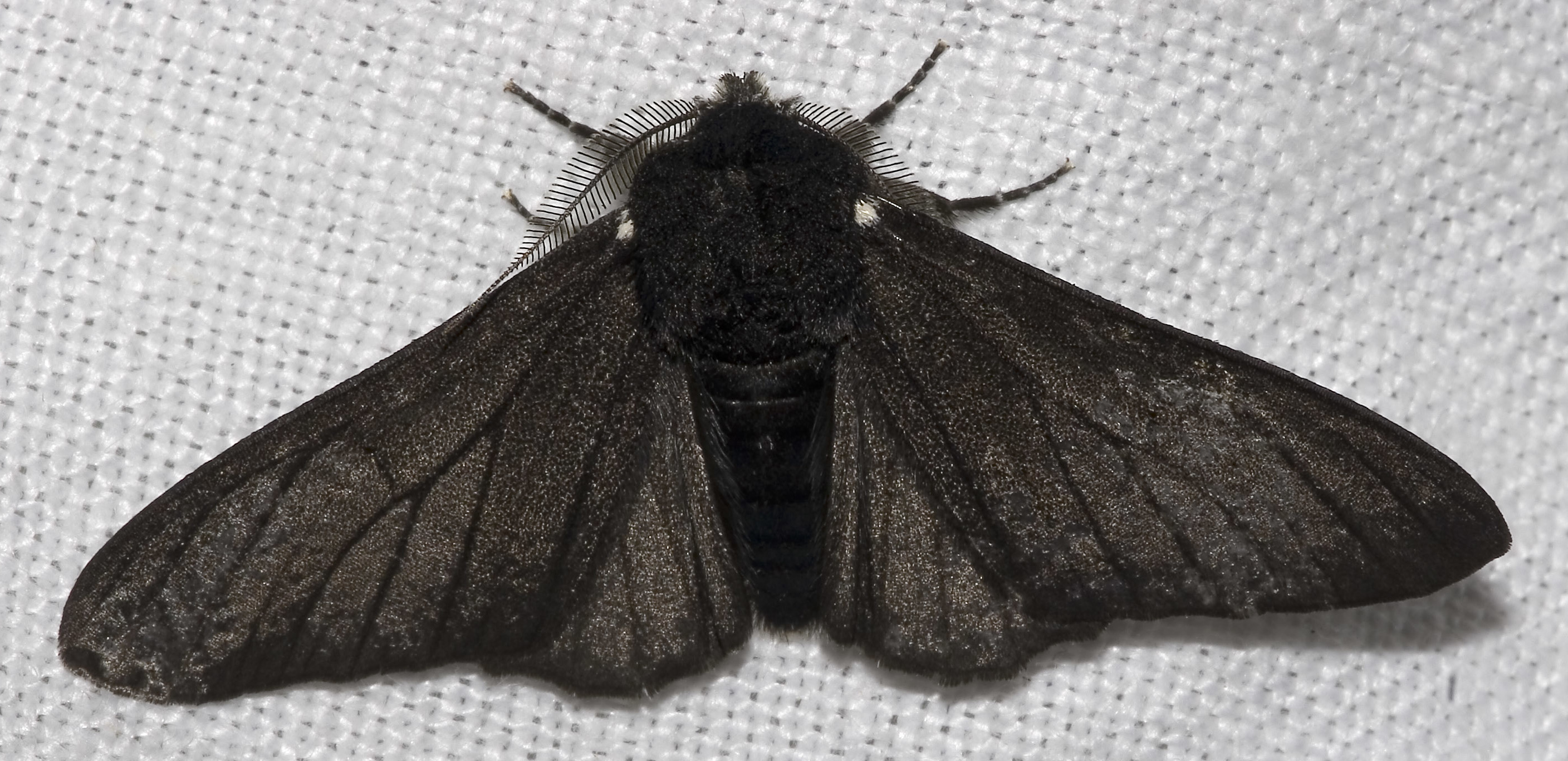
Una Biston betularia nella forma scura carbonaria.

## Morfologia
Esiste in diverse cromie, tra le quali la forma chiara detta typica (definita "normale") e quella scura detta carbonaria (definita "melanica").

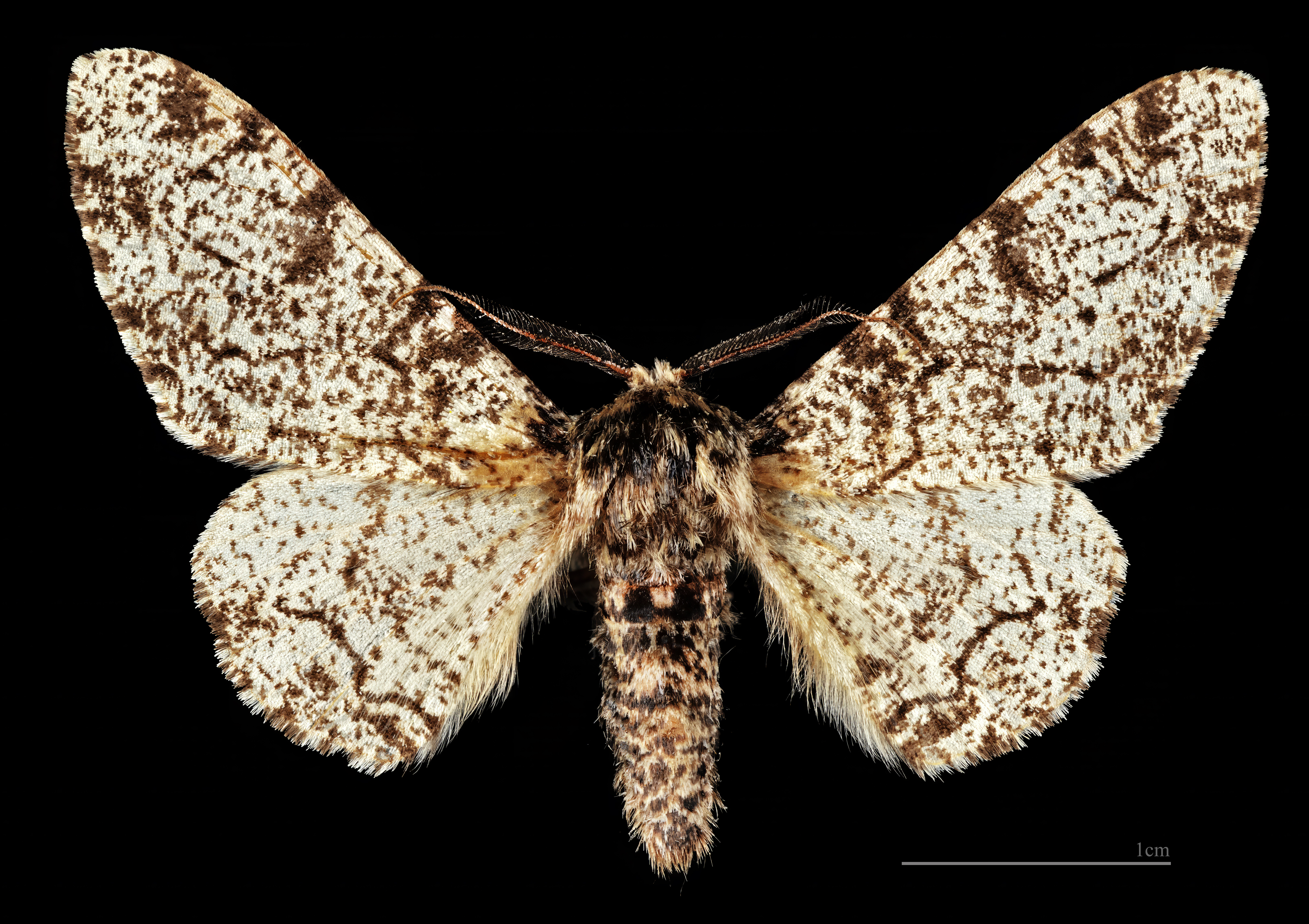
Biston betularia ♂
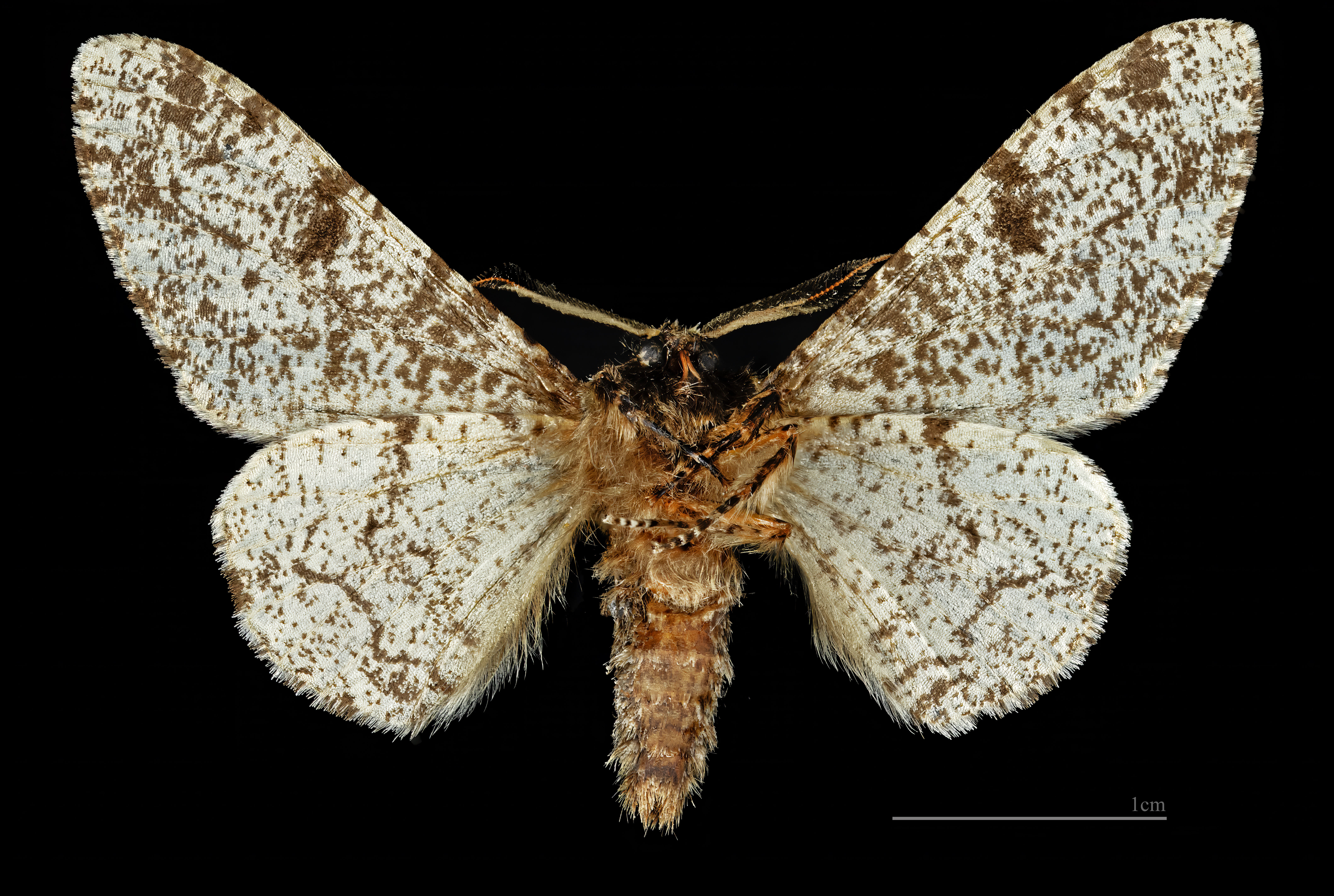
Biston betularia ♂  △

## Mimetismo
Deve il nome di "betularia" all'abitudine a posarsi sui tronchi delle betulle, alberi dalla corteccia chiara, dove nei mesi di Maggio e Luglio deposita le sue uova; grazie a una maggiore adattività mimetica, la forma predominante è quella chiara, per via di una più semplice elusione dei predatori.

### Melanismo industriale
Con l'avvento della rivoluzione industriale, soprattutto nell'Inghilterra del XVIII secolo, iniziarono a essere immesse nell'atmosfera ingenti quantità di polveri scure derivanti dalla combustione del carbone (il principale combustibile delle macchine dell'epoca) e altre sostanze derivate dalla combustione. Nelle aree industriali, di conseguenza, le cortecce degli alberi (incluse le betulle), iniziarono a diventare più scure per via del carbonio nell'aria, ma anche a causa di altre sostanze inquinanti tipiche degli scarichi industriali, come l'anidride solforosa, che uccidono i licheni chiari che ricoprono le cortecce di molti alberi e altre superfici. Per effetto di questo mutamento ambientale, la forma melanica di questa falena (Biston betularia var. carbonaria) acquisì un vantaggio mimetico sulla forma chiara diventando in breve tempo numericamente prevalente. Questo fenomeno, detto "melanismo industriale", è stato di grande aiuto per comprendere i meccanismi della selezione naturale.